# 塔拉科半島

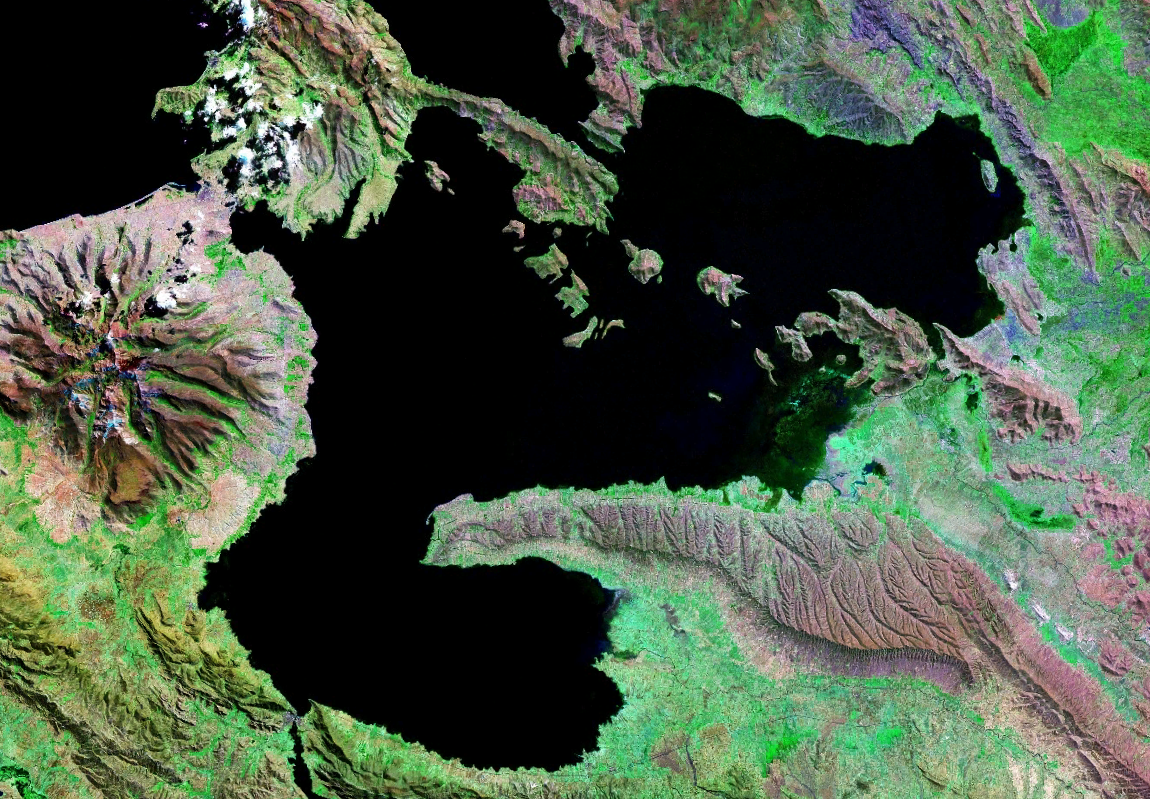

塔拉科半島（西班牙語：Península de Taraco），是玻利維亞的半島，位於該國西部拉巴斯省的因加維省，處於的的喀喀湖南部，長17公里、寬6公里，面積約100平方公里。